# Herebord von Bismarck
Herebord von Bismarck, v tehdejší písemnosti jako Herbordus de Bismarck, (* okolo 1200, Stendal – † 9. června 1280, tamtéž ) je historicky prvním doloženým zástupcem rodu Bismarcků, z něhož pocházel zejména Otto von Bismarck, kancléř Pruska, Severoněmeckého spolku a Německé říše.
Žil v 13. století a byl poprvé zmiňován v roce 1270 jako cechovní mistr a rychtář.